# 50 metrů libovolná pistole

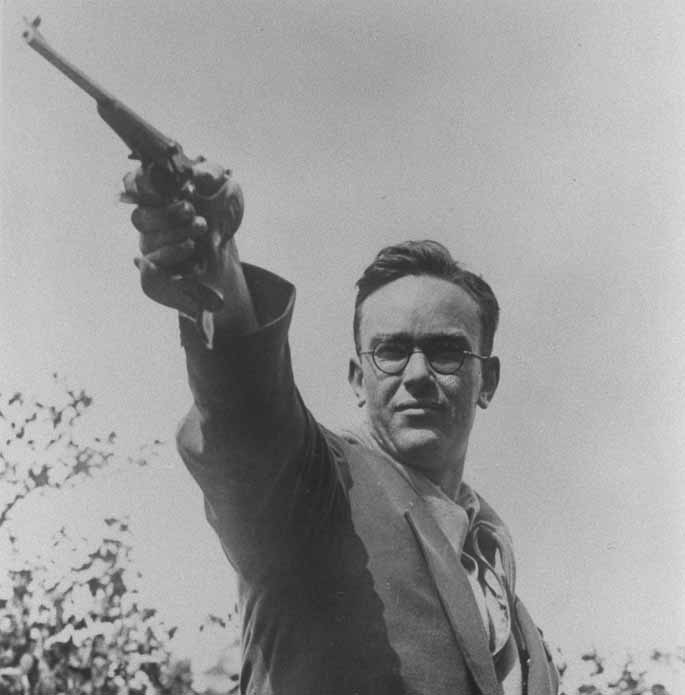
Torsten Ullman, vítěz zlaté medaile v disciplíně 50 metrů libovolná pistole na LOH 1936

Střelecká disciplína 50 metrů libovolná pistole patří mezi nejstarší olympijské disciplíny, i když se po roce 2016 již na olympiádách neobjevuje.
Střílí se na mezinárodní pistolový terč 60 hodnocených výstřelů a neomezený počet zkušebních ran v čase 120 minut a na vzdálenost 50 metrů. Soutěží se s jakoukoliv pistolí ráže .22 LR. Nabíjí se po jedné ráně, pistole smí být při výstřelu obsluhována pouze jednou rukou střelce bez jakékoli opory a smí být vybavena pouze mechanickými mířidly.